# Казначей Нью-Йорка
Казначей Нью-Йорка (англ. New York City Comptroller) — муниципальная должность в исполнительной ветви правительства Нью-Йорка.
Должность казначея Нью-Йорка была учреждена в 1801 году для обеспечения контрасигнатуры на ордерах, подписываемых управляющим. Изначально должность казначея занималась по назначению. Спустя тридцать лет казначей был назначен главой финансового департамента, а в 1884 году эта должность стала выборной. С 1874 по 1989 год казначей входил в совет по оценке, куда помимо него также входили мэр и президент городского совета. После ликвидации совета по оценке полномочия казначея были значительно урезаны. В обязанности казначея входит подготовка годового финансового отчёта и аудит всех финансовых операций. Он избирается на четыре года и обладает правом наследования должности мэра вторым по порядку после общественного адвоката Нью-Йорка. С 2022 года должность казначея занимает Бред Ландер.